# Песня-79
«Песня-79» — девятый советский телевизионный фестиваль эстрадной песни из серии «Песня года». Финальный концерт проводился в Останкино, транслировался по телевидению 1 января 1980 года.
Производство: Главная редакция музыкальных программ. Режиссёр: Марат Ларин .Музыкальные редакторы: Жанна Гусева, Алла Дмитриева. Художник-постановщик: Аврелия Мацкевич. Ведущий оператор: Эрик Малинин. Операторы: Юрий Гаврилов, Александр Вилин, Валентин Попов, Александр Ершов, Евгений Александров, Максим Игнатов, Владимир Абрамычев, Тулкун Курбанов.
Продолжительность — 2 часа 56 минут, количество песен — 36 (включая финальную).
Оркестр — эстрадно-симфонический оркестр Центрального телевидения и Всесоюзного радио, дирижёр Александр Михайлов  (в 1 отделении, во втором отделении — народный артист РСФСР, лауреат премии Ленинского комсомола Юрий Силантьев).
Ведущие — Александр Масляков и Светлана Жильцова вышли на сцену под музыку «Песня остается с человеком» (музыка Аркадий Островский, слова Сергей Островой). Не звучит больше музыка «Марша весёлых ребят» (из кинофильма «Весёлые ребята», музыка Исаака Дунаевского, слова Василия Лебедева-Кумача).
Ведущие подчеркнули, что данный фестиваль это фестиваль советской песни, приветствовали присутствующих в зале космонавтов Георгия Гречко и Александра Иванченков, строителей олимпийской деревни и других гостей фестиваля. Многие песни были посвящены 35-летию Победы. Песня «Аты баты, шли солдаты» (Владимир Мигуля—Михаил Танич, исполнитель Эдуард Хиль) стала лауреатом ( Владимир Мигуля дебютировал на Песне-74, а начиная с Песни-77 каждый год становился лауреатом Песни года).
Теме фестиваля Олимпиада-80 была посвящена песня «Старт дает Москва».
Георгий Гречко рассказал о том, что песни Аллы Пугачёвой, особенно «Если долго мучиться»,  были в полёте опорой, как хлеб и вода. А Александр Иванченков упомянул песни Софии Ротару, которая тоже пела для них в полёте.
Песню «Эти летние дожди» Алла Пугачёва начала петь, сидя в зале, потом  поднялась на сцену. А песню «Звёздное лето» начала на сцене, спустилась в зал, и вела себя естественно, расковано и непринуждённо. К зрителям, на специальный сценический выступ, выходили также  Ротару и Лещенко. 
При этом все концертные номера финала «Песни-79», при всём стилевом и жанровом многообразии, были эстетически едины, зрителю демонстрировалась некая «оратория», близкая эстетическим принципам вокального академического искусства, с выраженными элементами эстрадных стилей. Это проявляется на всех уровнях, начиная от драматургии (концерт открывается и завершается хоровыми номерами), музыкальным языком, строгими костюмами артистов  и заканчивая эмоциональным содержанием композиций. В концерте полностью отсутствуют энергичные песенно-танцевальные номера. Весь музыкальный материал проникнут возвышенными, романтическими, радостными, патетическими эмоциями, в то же время музыкальное повествование концерта является эмоционально сдержанным. Такое эмоциональное содержание не соответствовало адекватным эмоциональным потребностям молодёжной массовой аудитории индустриализирующегося общества.  
Роберт Рождественский прочёл свои «Стихи о живой песне». 
На концерте третий год подряд не было жюри.
Избранные песни фестиваля на Discogs: «Летние дожди», «Подберу музыку» и другие.

## Фон
Во второй половине ХХ века в СССР бок о бок существовали авторская песня, русский рок и советская песня. Их корреляция друг с другом, а также их соответствие социально-историческим процессам стало предметом научного изучения (взаимное позиционирование авторской песни и рока и официального массового искусства и другие параметры). Фестиваль «Песня года» был взят (исследование 2021) в качестве базы для анализа песенного направления культуры с точки зрения самой советской системы. «Песня-79» была выбрана для исследования, как  промежуточный этап реформирования советской песни, для которой в начале («Песня-71») был характерен стабильный пафос, а в конце (1990-е годы) — лирика. 
В 1979 году началась Афганская война (1979—1989), что не отразилось ни на музыкальных итогах 1979 года (согласно Звуковой дорожке»), ни на выборе песен для финала фестиваля «Песня-79». Согласно Звуковой дорожке, лучшей певицей стала Алла Пугачёва, а в топ-10 вошли:
1. Алла Пугачёва. 2. Татьяна Анциферова. 3. Ксения Георгиади. 4. София Ротару. 5-6. Ирина Понаровская. 5-6. Ольга Зарубина. 7. Мирдза Зивере. 8. Роза Рымбаева. 9. Людмила Сенчина. 10. Жанна Бическая.
Лучший певец
1. Яак Йоала. 2. Михаил Боярский. 3. Александр Градский. 4. Игорь Иванов. 5. Лев Лещенко. 6. Ренат Ибрагимов. 7. Тынис Мяги. 8. Юрий Антонов. 9. Вахтанг Кикабидзе. 10. Альберт Асадуллин.
Лучший ВИА
1. «Песняры». 2. «Аракс». 3. Группа Стаса Намина. 4. «Лейся, песня». 5. Группа Андрея Макаревича. 6. «Апельсин». 7. «Ариэль».  8. «Оризонт». 9. «Синяя птица». 10. «Модо».
Лучшая песня
1. Взлети над суетой («Просто, просто, просто», см. диск Поднимись над суетой!, исполнительница Алла Пугачёва). 2. «Так не должно быть» (Д. Тухманов — Л. Дербенев, исполнители Михаил Боярский и Ольга Зарубина). 3. «Звёздное лето» (А. Пугачёва — И. Резник, исполнительница Алла Пугачёва). 4. «Ищу тебя» (из к/ф 31 июня, А. Зацепин — Л. Дербенев, исполнительница Ксения Георгиади). 5. «Подберу музыку» (Р. Паулс — А. Вознесенский, исполнитель Яак Йоала). 6. «Сонет Шекспира» («Уж если ты разлюбишь, так теперь», А. Пугачёва — С. Маршак, исполнительница Алла Пугачёва). 7. «Песенка Д’Артаньяна» («Пора-пора-порадуемся на своём веку», М. Дунаевский — Ю. Ряшенцев, исполнитель Михаил Боярский). 8. «Этот мир» (А. Зацепин — Л. Дербенев, исполнительница Алла Пугачёва). 9. «Мы с тобой танцуем» (Д. Тухманов — В. Харитонов, исполнитель Игорь Иванов). 10. «Ты возьми меня с собой» («Журавлик», Э. Ханок — И. Резник, исполнительница Алла Пугачёва). 11. «Приезжай» (А. Пугачёва, исполнительница Алла Пугачёва). 12. «Песенка первоклассника» (Э. Ханок — И. Шаферан, исполнительница Алла Пугачёва). 13. «Летние дожди» (М. Минков — С. Кирсанов, исполнительница Алла Пугачёва). 14. «Песенка про меня» (А. Зацепин — Л. Дербенев, исполнительница Алла Пугачёва). 15. «Мир без любимого» (А. Зацепин — Ю. Энтин, исполнительница Татьяна Анциферова) 16. «Готика святой Анны» (И. Лученок — М. Танк, исполнитель ВИА «Песняры»). 17. «Никогда не пойму» (В. Добрынин — Л. Дербенев, исполнитель ВИА «Лейся, песня»). 18. «Летний вечер» (С. Намин — В. Харитонов, исполнитель Группа Стаса Намина). 19. «Олимпиада-80» (Д. Тухманов — Р. Рождественский, исполнитель Тынис Мяги). 

## Дебюты
- Нина Матвиенко, солистка Украинского народного хора им. Г. Г. Верёвки;
- Умар Зияев;
- Бируте Петриките.

## Хиты
- «Любовь настала» (Роза Рымбаева)[4][9];
- «Шутка» (исполнители Сенчина, Хиль), Добрая сказка  (Сенчина)[9];
- «Эти летние дожди»[4][9], «Звёздное лето»[4][9][10] (Пугачёва);
- «Красный конь» (Дьяконов);
- «Подберу музыку» (Яак Йола)[4][10].

Детская классика:
- «Пропала собака».

## Финалисты
В финальном концерте прозвучали следующие песни-лауреаты: 
| №  | Название                                                             | Автор музыки         | Автор текста                            | Исполнитель                                              | Примечание |
| -- | -------------------------------------------------------------------- | -------------------- | --------------------------------------- | -------------------------------------------------------- | --- |
| 1  | 1-е отделение: Старт дает Москва                                     | Александра Пахмутова | Николай Добронравов                     | Людмила Сенчина и Ренат Ибрагимов                        | в сопр. Большого детского хора ЦТ и ВР п/у Виктора Попова, Ансамбля советской песни ЦТ и ВР п/у В.Краснощекова, вокальной группы ансамбля «Надежда» |
| 2  | Чета белеющих берез                                                  | Эдуард Колмановский  | Владимир Солоухин                       | Александр Ворошило                                       | |
| 3  | 18-й год                                                             | Вадим Ильин          | Юрий Рыбчинский                         | Иосиф Кобзон                                             | |
| 4  | Не зря мне люди говорили                                             | Серафим Туликов      | Михаил Пляцковский                      | Валентина Толкунова                                      | |
| 5  | Старые фотографии                                                    | Валентин Левашов     | Михаил Матусовский                      | Александр Чепурной                                       | |
| 6  | Любовь настала                                                       | Раймонд Паулс        | Роберт Рождественский                   | Роза Рымбаева                                            | |
| 7  | Пехота есть пехота                                                   | Никита Богословский  | Михаил Пляцковский                      | Владислав Коннов                                         | в сопровождении Первого отдельного показательного оркестра МО СССР п/у Николая Михайлова                                                            |
| 8  | Ой, летели дикие гуси                                                | Игорь Поклад         | Юрий Рыбчинский                         | Нина Матвиенко                                           | |
| 9  | Две ветви                                                            | Оскар Фельцман       | Анатолий Ковалев                        | ВИА “Ариэль” (худ.руководитель Валерий Ярушин)           | |
| 10 | Шутка                                                                | Валерий Гаврилин     | Альбина Шульгина                        | Людмила Сенчина и Эдуард Хиль                            | |
| 11 | Наша любовь                                                          | Павел Аедоницкий     | Андрей Дементьев                        | Ксения Георгиади                                         | |
| 12 | Пропала собака                                                       | Владимир Шаинский    | Алла Ламм                               | солистка Лена Могучева                                   | в сопр. Большого детского хора ЦТ и ВР п/у Виктора Попова                                                                                           |
| 13 | С чем сравнить любовь                                                | Алексей Экимян       | Михаил Рябинин                          | София Ротару                                             | |
| 14 | А любовь жива                                                        | Арно Бабаджанян      | Ольга Писаржевская, Анатолий Монастырев | ВИА «Оризонт»                                            | |
| 15 | Эти летние дожди                                                     | Марк Минков          | Семён Кирсанов                          | Алла Пугачёва                                            | |
| 16 | Земля моя добрая                                                     | Евгений Птичкин      | Сергей Островой                         | Александр Чепурной                                       | |
| 17 | 2 отделение За того парня (1971)                                     | Марк Фрадкин         | Роберт Рождественский                   | Лев Лещенко                                              | |
| 18 | Люблю тебя                                                           | Игорь Якушенко       | Владимир Харитонов                      | ВИА «Верасы», солисты Ядвига Поплавская и Леонид Кошелев | |
| 19 | Каждый четвертый                                                     | Тихон Хренников      | Михаил Матусовский                      | ВИА “Песняры”                                            | |
| 20 | Не покидает нас весна                                                | Юрий Саульский       | Леонид Завальнюк                        | Иосиф Кобзон                                             | в сопр. квартета «Надежда» |
| 21 | А жизнь продолжается                                                 | Александр Морозов    | Михаил Рябинин                          | Эдита Пьеха                                              | в сопровождении анс. п/у Григория Клеймица |
| 22 | Ты, земля моя                                                        | Олег Иванов          | Роберт Рождественский                   | Ренат Ибрагимов                                          | |
| 23 | Красный конь (из к/ф «Ветер странствий», )                           | Марк Фрадкин         | Михаил Пляцковский                      | Валентин Дьяконов                                        | |
| 24 | Добрая сказка                                                        | Александра Пахмутова | Николай Добронравов                     | Людмила Сенчина                                          | |
| 25 | Край любимый и родной                                                | Полад Бюль-Бюль оглы | Онегин Гаджикасимов                     | Умар Зияев                                               | |
| 26 | Россыпь                                                              | Игорь Лученок        | Иосиф Скурко                            | Виктор Вуячич                                            | |
| 27 | Не возвращайтесь к былым возлюбленным (из к/ф «Старомодная комедия») | Микаэл Таривердиев   | Андрей Вознесенский                     | Галина Беседина и Сергей Тараненко                       | |
| 28 | Музыка любви                                                         | Алексей Мажуков      | Анатолий Поперечный                     | Бируте Петриките                                         | |
| 29 | Старая песня (Аты-баты шли солдаты)                                  | Владимир Мигуля      | Михаил Танич                            | Эдуард Хиль                                              | |
| 30 | Звёздное лето (из к/ф Звёздное лето)                                 | Алла Пугачёва        | Илья Резник                             | Алла Пугачёва                                            | |
| 31 | Подберу музыку                                                       | Раймонд Паулс        | Андрей Вознесенский                     | Як Йоала (лаур. Сопота 79) -                             | |
| 32 | Я пою о любви                                                        | Константин Руснак    | Ефим Чонке                              | ВИА «Оризонт»                                            | |
| 33 | Начало                                                               | Игорь Мовсесян       | Роберт Рождественский                   | Лев Лещенко                                              | |
| 35 | Дадим шар земной детям                                               | Давид Тухманов       | Назым Хикмет, (пер. Музы Павловой)      | София Ротару                                             | в сопр. Большого детского хора ЦТ и ВР п/у Виктора Попова                                                                                           |
| 36 | Песня остается с человеком                                           | Аркадий Островский   | Сергей Островой                         | все участники                                            | |

## Не попали на финальный концерт
На финальный концерт не попали такие хиты, как:
- «Так не должно быть» ( Д. Тухманов — Л. Дербенев, исполнители Михаил Боярский и Ольга Зарубина) [9];
- «Александра» (из к/ф Москва слезам не верит, исполнители Татьяна и Сергей Никитины )[9];
- «Крылатые качели» (попала в финал Песни-80, из «Приключения Электроника», исполнитель Детский хор Государственного Академического большого театра под управлением Игоря Агафонникова, солистка Елена Шуенкова)[9];
- «Богатырская наша сила» (попала в финал Песни-80, исполнитель ВИА «Цветы»)[9];
- «Прощальная песня» («Давайте негромко, давайте вполголоса», из к/ф Обыкновенное чудо, исполнитель Андрей Миронов)[9];
- Команда молодости нашей (исполнительница Людмила Гурченко)[9];
- Сладка ягода (исполнительница Мария Пахоменко, см. исполнение Ольги Воронец в  Песня-75)[10]
- В последний раз (ВИА Весёлые ребята).